# Naema Tahir
Naema Tahir (Slough, 1970) is een Nederlandse mensenrechtenjurist en auteur. Ze is de dochter van Pakistaanse ouders.

## Biografie
In 1980 kwam het gezin Tahir vanuit Engeland naar Nederland om zich te vestigen in Etten-Leur. Naema Tahir woonde achtereenvolgens in Slough (Engeland), Etten-Leur, Faisalabad (Pakistan), waar haar ouders oorspronkelijk vandaan komen, Leiden, Lagos (Nigeria) en Straatsburg (Frankrijk). Ze studeerde Nederlands recht aan de Universiteit Leiden tot 1996 en werkte als jurist voor Nederlandse en internationale instellingen. Ze woonde in Straatsburg, waar ze tot maart 2006 werkte als jurist mensenrechten voor de Raad van Europa. Ze ging met verlof om vaker in Nederland te kunnen verblijven en aan haar Nederlandstalige boeken te werken. Omdat Nederlands haar vierde taal is gaat het schrijven in deze taal haar beter af als ze in de gelegenheid is de taal regelmatig te horen, te spreken en te lezen. Ze was een van de zes vrouwen die geïnterviewd werden in het boek De derde feministische golf (2006) van de Vlaamse politiek filosoof Dirk Verhofstadt, samen met Yasmine Allas, Naima El Bezaz, Ayaan Hirsi Ali, Irshad Manji en Nahed Selim. Ook was ze een van de genodigden in het televisieprogramma Zomergasten jaargang 2008.
In 2009 concludeerde de biograaf Gijsbert Pols dat zij zich als 'verlichte' of 'kritische' moslima presenteerde.
Van 2011-2012 was ze columnist bij de televisieprogramma's Buitenhof en Altijd Wat. In 2016 was zij columnist bij dagblad Trouw.
In 2019 promoveerde zij op het onderwerp 'gedwongen huwelijk'.

## Persoonlijk leven
Tahir is getrouwd met Andreas Kinneging, jurist en hoogleraar rechtsfilosofie aan de Universiteit Leiden. Zij is lid van de Partij van de Arbeid.